# Daniel Wiklund i Bromma
Sven Albin Daniel Wiklund (i riksdagen kallad Wiklund i Bromma), född 15 december 1911 i Stockholm, död där 14 februari 1979, var en svensk byråinspektör och folkpartistisk riksdagspolitiker.
Daniel Wiklund var byråinspektör i Socialstyrelsen till 1960 och var senare avdelningsdirektör där 1968–1977. Han var riksdagsledamot för Stockholms stads valkrets 1949–1952 och 1961–1973, fram till 1970 i andra kammaren. I riksdagen tillhörde han bland annat första lagutskottet som suppleant 1964–1968 och som ledamot 1969–1970. Han engagerade sig bland framför allt i social- och kriminalpolitik.
Daniel Wiklund var ordförande i Bromma missionsförsamling och var även aktiv i nykterhetsrörelsen, bland annat som ordförande för Sveriges nykterhetsvänners landsförbund 1956–1966. Han är begravd på Bromma kyrkogård.